# Nowy Cmentarz w Przeworsku
Nowy Cmentarz w Przeworsku – nekropola znajdująca się przy ul. Pod Rozborzem w Przeworsku.
Cmentarz powstał w drugiej połowie lat 80. XX wieku. Powodem była zmniejszająca się liczba miejsc na pochówki na przeworskim  Starym Cmentarzu. Powierzchnia cmentarza wynosi 3,4 ha, zaś liczba grobów ok. 4000. W 2011 wzniesiono na terenie nekropolii kaplicę.